# Breviea
Genre
Statut de conservation UICN

 NT  : Quasi menacé
Classification phylogénétique
Breviea est un genre de plantes à fleurs de la famille des Sapotaceae. Ce genre ne compte qu'une seule espèce: Breviea sericea, un arbre originaire d'Afrique et présent de la Côte d'Ivoire jusqu'à la République démocratique du Congo.

## Synonymes
- Chrysophyllum sericeum A.Chev., Bull. Soc. Bot. France 61(8): 269 (1914 publ. 1917), nom. illeg.
- Pouteria leptosperma Baehni, Candollea 9: 388 (1942).
- Chrysophyllum leptospermum (Baehni) Roberty, Bull. Inst. Franç. Afrique Noire 15: 1417 (1953).
- Breviea leptosperma (Baehni) Heine, Kew Bull. 14: 302 (1960).

## Répartition
Ce grand arbre est dispersé dans les forêts semi-persistantes.